# 小公子
『小公子』（しょうこうし、原題：Little Lord Fauntleroy。「小さなフォントルロイ卿」）は、フランシス・ホジソン・バーネット（バーネット夫人）が1886年に書いた児童向け小説。『小公子』の訳題は、最初の日本語訳者若松賤子が、1890年（明治23年）に付けたものである。
オンライン・エティモロジー・ディクショナリーの創設者であるダグラス・ハーパーによれば、「フォントルロイ」は13世紀以降に登場した実在の姓であるという。

## あらすじ
時は1880年代の半ば、ところはアメリカ・ニューヨーク。
快活な少年セドリック・エロルは母と二人暮らしで、気むずかしい雑貨屋のホッブスや靴磨きのディックと仲良しだった。しかし、ある日訪ねてきた弁護士のハヴィシャムによって、自分がイギリスの貴族・ドリンコート伯爵エロル家の跡取りであることを知らされる。セドリックの父セドリック・シニアは伯爵の三男で、母と駆け落ち同然に結婚したが、伯爵の息子が父を含めて全員死亡したため、跡継ぎが孫に当たるセドリックしか居なくなったという。セドリックは悩んだ末に、友人たちに別れを告げて、イギリスへと旅立つ。
セドリックの祖父であるドリンコート伯爵は厳格な癇癪持ちで、エロル夫人を息子を誑かしたアメリカ人の平民と嫌っており、彼女とセドリックを引き離して、セドリックを貴族のフォントルロイ卿（ドリンコート伯爵の嫡男の儀礼称号）として育てようとする。しかし、それを知らないセドリックの無邪気さや純粋な優しさは、伯爵の頑なな心を少しずつ動かし、変化させる。
そんなある日のこと、伯爵家の長男（セドリックの伯父）ビーヴィスと結婚したというミナと名乗る女性が子供を連れて訪れ、その息子トムこそが正統なフォントルロイ卿であると主張する。その少年を見て、セドリックと違いあまりに品の無いことに落胆したドリンコート伯爵は、エロル夫人に会い、彼女が立派な女性であり、セドリックが立派に育ったのはこの女性のおかげであると気づくが、時既に遅しと思われた。
ところが、アメリカで客に新聞の挿絵を見せられたディックが、ミナとトムの正体に気づく。ミナは以前ディックの兄ベンジャミンと結婚しており（つまりミナはディックの義姉）、トムはベンジャミンとの間に生まれた子だった。ディックは、同じくセドリックの心配をしていたホッブスと共に、セドリックを助けるべく活動する。イギリスまで駆けつけた友人たちのおかげで真実が明らかになり、偽フォントルロイ卿は父親のベンジャミンに連れられてアメリカへ、セドリックは再びフォントルロイ卿となり、さらに祖父と和解した母や、友人たちとともに幸せに暮らすことになった。

## 日本語訳

### 若松賤子の初訳
1886年（明治19年）以降、若松賤子は「女学雑誌」の常連的投稿者だった。1890年8月から1892年1月にかけて、若松は『小公子』を同誌に掲載した。言文一致の「ですます体」の翻訳が好評で、森田思軒や坪内逍遥が激賞した。
刊本は1891年（明治24年）、上巻が女学雑誌社から刊行されたが、若松が推敲した下巻の原稿は火災で失われ、没後の1897年（明治30年）、雑誌掲載分を桜井鴎村が編集して全巻が博文館から出版された。若松の翻訳は岩波文庫で1927年の初版以来、1938年の第13刷で改版し30版を重ねてきた（1994年）。
2010年現在、絵本、アニメを含め、237点の『小公子』が国立国会図書館に保管されている。

### 最近の版
- 岡上鈴江筆、山本まつ子画（集英社 母と子の名作童話、1976年）
- 吉田甲子太郎訳（岩波少年文庫、1970年、改版1986年）ISBN 9784001120264
- 坂崎麻子訳（偕成社文庫、1987年）ISBN 9784036515004
- 高橋健訳(ポプラ社、こども世界名作童話、1987年)
- 中村能三訳（新潮文庫、改版1987年）ISBN 9784102214022
- 村岡花子訳（講談社 少年少女世界文学館10、1987年）ISBN 9784061943100
- 川端康成訳（河出書房新社 世界文学の玉手箱2、1992年。新潮文庫、2020年）ISBN 4102214054
- 若松賤子訳（岩波文庫、復刊1994年）ISBN 9784003233115
- 脇明子訳（岩波少年文庫、2011年）ISBN 9784001142099
- 箱石桂子 翻案『小公子セディ』[7]（竹書房文庫、2004年）ISBN 9784812416396
- 羽田詩津子訳（角川文庫、2021年）ISBN 9784041095256
- 土屋京子訳（光文社古典新訳文庫、2021年）ISBN 9784334754402

## 関連作品

### 映画
- 小公子（Little Lord Fauntleroy） 1921年、アメリカ合衆国
  - 監督：ジャック・ピックフォード（Jack Pickford、メアリー・ピックフォードの実弟） & アルフレッド・E・グリーン（Alfred E. Green）
  - 出演：メアリー・ピックフォード、クロード・ギリングウオーター（Claude Gillingwater）、ケート・プライス（Kate Price）他
- 小公子（Little Lord Fauntleroy） 1936年、アメリカ合衆国 (現在はパブリックドメイン)[8][9][10][11]
  - 監督：ジョン・クロムウェル
  - 出演：フレディ・バーソロミュー、C・オーブリー・スミス、ガイ・キビー（Guy Kibbee）、ドロレス・コステロ、ミッキー・ルーニー他
- リトル・プリンス（Little Lord Fauntleroy） 1980年、イギリス
  - 監督：ジャック・ゴールド（Jack Gold）
  - 出演：リック・シュローダー、アレック・ギネス、エリック・ポーター（Eric Porter）、コリン・ブレイクリー（Colin Blakely）他

### ドラマ
- 1994年：イギリス、アンドリュー・モーガン（Andrew Morgan）監督、マイケル・ベンツ、ジョージ・ベイカー（George Baker）、ベッツィ・ブラントリー（Betsy Brantley）、ジョン・キャッスル（John Castle）ら出演、NHK教育で放映。

### 漫画
- 『小公子』（わたなべまさこ画、1952年）[12]
- 『小公子』（竹山のぼる、小学館『小学二年生』3月号付録、1957年）[13]
- 『小公子』（根岸恭子画、旺文社、名作まんがシリーズ、1985年）[14]
- 『小公子』（小室しげ子画、ユニコン出版、世界名作コミック、1986年） [15]
- 『小公子』（たらさわみち画、小学館、てんとう虫コミックス. 世界名作まんが、1989年）[16]

### アニメ
- 小公子セディ[7]（1988年1月10日 - 12月25日、フジテレビ『世界名作劇場』で放映）